# Amada García
Amada García Rodríguez (Mugardos, 7 de outubro de 1911 - Ferrol, 27 de janeiro de 1938). Militante comunista na vila galega de Mugardos, detida quando estava grávida, foi fuzilada logo que teve o seu filho, no Castelo de São Filipe, junto a outras sete pessoas, pelos militares franquistas alçados contra a legalidade republicana.

## Mulher, jovem e militante comunista
Amada García era uma jovem militante do Partido Comunista na vila de Mugardos, perto de Ferrol (Galiza). Ativa na sua militância, protagonizava comícios e outras atividades raramente assumidas por mulheres, o que provocava o escândalo dos sectores mais reacionários da sociedade da altura. 

## Golpe de estado e repressão
O acesso ao poder dos falangistas e militares fascistas que protagonizaram o golpe de estado liderado pelo general Francisco Franco em 1936 deu passagem a uma enorme repressão em toda a Galiza, especialmente dura e extensa na comarca de Ferrol. Centenas de pessoas morreram nela sem julgamento ou com farsas processuais orientadas à punição por motivos políticos.

## Detenção e morte de Amada García
Amada foi detida quando se encontrava grávida, o que fez com que o seu conselho de guerra e posterior execução se adiasse até o nascimento do filho Gabriel. À espera desse momento, esteve presa no Cárcere de Mulheres de Ferrol, até ser conduzida ao Castelo de São Filipe, prisão militar nas margens da ria de Ferrol. Ali foi executada, dois dias depois de ter o filho, por um pelotão de fuzilamento em Janeiro de 1938, no mesmo dia em que também foram assassinados, no mesmo lugar, outras sete pessoas da mesma comarca: Juan José Teixeiro Leira, José Maria Montero Martínez, Ángel Roldos Gelpi e Antonio Eitor Caniça, de Mugardos; Ramón Rodrigues Lopes e Jaime Gonçales Peres, de Ares; e Germán Lopes García, de Cabanas. 
O conselho de guerra que lhe foi imposto esteve cheio de irregularidades, incluídas declarações falsas assinadas sem saber por testemunhas analfabetas e ameaças e multas às testemunhas da defesa. Fontes orais afirmaram que houve um movimento de solidariedade entre os presos para evitar o fuzilamento da jovem mugardesa, e que inclusive os soldados tiveram de repetir os disparos, após terem evitado atingi-la na primeira rajada. Ficando só ela em pé, o oficial ordenou, muito zangado, repetir o fogo contra a mulher, que caiu ferida de morte.

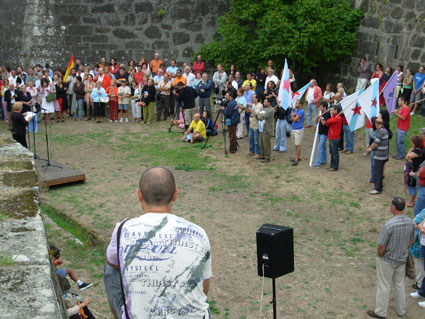
Vista parcial do ato de homenagem, decorrido em Agosto de 2006, às vítimas do franquismo fuziladas num dos muros do Castelo de São Filipe, na ria de Ferrol.

## Amada García na memória histórica da Galiza
A filha mais velha tornou-se freira, enquanto o recém nascido, Gabriel, entregado primeiro ao pai, foi finalmente criado por umas tias muito católicas. A irmã de Amada entrou para o mosteiro de Eiris, enquanto uma amiga da mãe, Maria José Leira, abandonou a Galiza após ser-lhe comutada a pena de morte por ter bordado uma bandeira comunista e ser fuzilado o marido, um mestre-escola da comarca. 
Na actualide, o filho de Amada, Gabriel, visita todos os anos o muro do castelo onde a mãe foi fuzilada, enquanto continua a denunciar e difundir o acontecido à sua mãe, e a falta de reconhecimento das instituições actuais para as vítimas do fascismo na Galiza.